# Nemezjusz
Nemezjusz, Nemezy – imię męskie pochodzenia greckiego. Wywodzi się od słowa némesis, oznaczającego "przydzielenie tego, co się komu należy", które stało się w mitologii nazwą uosobienia sprawiedliwości (Nemezis). Istnieje kilku świętych patronów tego imienia. 
Nemezjusz imieniny obchodzi 18 lipca, 1 sierpnia i 19 grudnia.
Żeński odpowiednik: Nemezja